# Priaulx League 2008-09
La Priaulx League 2008-09 fue la 104.ª edición de la máxima categoría de fútbol en Guernsey.

## Tabla de posiciones
|   | Equipos               | PJ | PG | PE | PP | GF | GC | Pts |
| - | --------------------- | -- | -- | -- | -- | -- | -- | --- |
| 1 | Northerners AC        | 18 | 14 | 2  | 2  | 58 | 25 | 44  |
| 2 | Belgrave Wanderers    | 18 | 12 | 2  | 4  | 75 | 26 | 38  |
| 3 | Saint Martins AC      | 18 | 11 | 4  | 3  | 54 | 23 | 37  |
| 4 | Guernsey Rangers F&AC | 18 | 9  | 1  | 8  | 56 | 54 | 28  |
| 5 | Sylvans S&FC          | 18 | 5  | 3  | 10 | 31 | 44 | 18  |
| 6 | Vale Recreation       | 18 | 6  | 0  | 12 | 30 | 44 | 18  |
| 7 | Rovers AC             | 18 | 0  | 0  | 18 | 11 | 99 | 0   |